# Tayssir Sliti
Pour les articles homonymes, voir Sliti.
Tayssir Sliti, née en 2004, est une nageuse tunisienne.

## Carrière
Tayssir Sliti obtient aux championnats d'Afrique 2022 à Tunis la médaille de bronze sur 4 × 100 mètres 4 nages ainsi que sur 4 × 100 mètres nage libre.